# 白鹤街道 (祁东县)
白鹤街道，原白鹤铺镇，是中华人民共和国湖南省衡陽市祁东县下辖的一个街道办事处。

## 行政区划
白鹤街道下辖以下村级行政区划单位：
凤形社区、白鹤村、砖冲村、东富村、四海村、百家村、桃红村、燎原村、排基村、荷花村、帆丰村、金鸡村、黄龙村、前丰村、沅山村、泉塘村、高基村、华丰村、罗云村、巩固村、群力村、祖湾村、秀丰村、皮桥村、唐家村、金塘村、挂青村、伍排村、排山村、高园村、元圹村、金星村、花塘村、太和村、鸣鹿村、明星村、联城村和栗塘村。